# Agnus gomyi
Agnus gomyi es una especie de coleóptero de la familia Lucanidae.

## Distribución geográfica
Habita en Rodrigues (isla).